# Грамађе
Грамађе је насеље у Србији у општини Владичин Хан у Пчињском округу. Према попису из 2022. било је 156 становника (према попису из 2011. било је 212 становника).

## Демографија
У насељу Грамађе живи 200 пунолетних становника, а просечна старост становништва износи 42,1 година (41,1 код мушкараца и 43,1 код жена). У насељу има 82 домаћинства, а просечан број чланова по домаћинству је 3,00.
Ово насеље је у потпуности насељено Србима (према попису из 2002. године).
|  |

| Демографија | Демографија | Демографија |
| Година      | Становника  | Становника  |
| ----------- | ----------- | ----------- |
| 1948.       | 235         |             |
| 1953.       | 246         |             |
| 1961.       | 221         |             |
| 1971.       | 232         |             |
| 1981.       | 236         |             |
| 1991.       | 256         | 253         |
| 2002.       | 246         | 247         |
| 2011.       | 212         |             |
| 2022.       | 156         |             |

| Етнички састав према попису из 2002.‍ | Етнички састав према попису из 2002.‍ | Етнички састав према попису из 2002.‍ | Етнички састав према попису из 2002.‍ | Етнички састав према попису из 2002.‍ |
| ------------------------------------ | ------------------------------------ | ------------------------------------ | ------------------------------------ | ------------------------------------ |
|                                      |                                      |                                      |                                      |                                      |
| Срби                                 | Срби                                 |                                      | 246                                  | 100,0%                               |
| непознато                            | непознато                            |                                      | 0                                    | 0,0%                                 |

| Година пописа     | 1948. | 1953. | 1961. | 1971. | 1981. | 1991. | 2002. |
| ----------------- | ----- | ----- | ----- | ----- | ----- | ----- | ----- |
| Број домаћинстава | 44    | 42    | 46    | 61    | 68    | 71    | 82    |

| Број чланова      | 1  | 2  | 3  | 4  | 5 | 6 | 7 | 8 | 9 | 10 и више | Просек |
| ----------------- | -- | -- | -- | -- | - | - | - | - | - | --------- | ------ |
| Број домаћинстава | 16 | 23 | 15 | 12 | 8 | 5 | 3 | 0 | 0 | 0         | 3,00   |

| Пол    | Укупно | Неожењен/Неудата | Ожењен/Удата | Удовац/Удовица | Разведен/Разведена | Непознато |
| ------ | ------ | ---------------- | ------------ | -------------- | ------------------ | --------- |
| Мушки  | 98     | 23               | 69           | 5              | 1                  | 0         |
| Женски | 113    | 22               | 71           | 16             | 4                  | 0         |
| УКУПНО | 211    | 45               | 140          | 21             | 5                  | 0         |

| Пол    | Укупно                    | Пољопривреда, лов и шумарство | Рибарство                            | Вађење руде и камена | Прерађивачка индустрија       |
| ------ | ------------------------- | ----------------------------- | ------------------------------------ | -------------------- | ----------------------------- |
| Мушки  | 50                        | 3                             | 0                                    | 0                    | 20                            |
| Женски | 34                        | 6                             | 0                                    | 0                    | 14                            |
| УКУПНО | 84                        | 9                             | 0                                    | 0                    | 34                            |
| Пол    | Производња и снабдевање   | Грађевинарство                | Трговина                             | Хотели и ресторани   | Саобраћај, складиштење и везе |
| Мушки  | 2                         | 4                             | 9                                    | 0                    | 1                             |
| Женски | 0                         | 3                             | 3                                    | 0                    | 0                             |
| УКУПНО | 2                         | 7                             | 12                                   | 0                    | 1                             |
| Пол    | Финансијско посредовање   | Некретнине                    | Државна управа и одбрана             | Образовање           | Здравствени и социјални рад   |
| Мушки  | 0                         | 0                             | 6                                    | 0                    | 0                             |
| Женски | 0                         | 0                             | 0                                    | 3                    | 4                             |
| УКУПНО | 0                         | 0                             | 6                                    | 3                    | 4                             |
| Пол    | Остале услужне активности | Приватна домаћинства          | Екстериторијалне организације и тела | Непознато            | Непознато                     |
| Мушки  | 1                         | 0                             | 0                                    | 4                    | 4                             |
| Женски | 1                         | 0                             | 0                                    | 0                    | 0                             |
| УКУПНО | 2                         | 0                             | 0                                    | 4                    | 4                             |